# کد کانولوشن
کدهای کانولوشن یک نمونه از کدهای تصحیح خطا در سیستم‌های مخابراتی می‌باشد. کدکننده‌های کانولوشن که از خانواده کدکننده‌های کانال به حساب می آیند به ازای m بیت سمبل ورودی ،n بیت سمبل خروجی تولید می‌کندو بهره این کدکننده m/n می‌باشد
کدهای کنترل خطا به دو دسته عمده تقسیم می‌شوند : ۱- کدهای قالبی ۲- کدهای کانولوشن دلیل استفاده از کدکننده‌های کانال وجود عواملی چون نویز و تداخل می‌باشد.
در یک کد کانولوشن تولید یک قالب n رقمی کد در یک واحد زمانی به k رقم پیام ورودی و نیز N-۱ قالب رقم پیام قبلی وابسته است.
کدهای کانولوشن برای تصحیح خطا مناسب هستند.

## کاربردها
کدهای کانولوشن در تکنولوژی‌هایی نظیر ارتباطات رادیویی، موبایل، مخابرات ماهواره و پخش دیجیتالی تصاویر کاربرد دارد.
یکی از مزایای استفاده از کد کانولوشن، توانمندی این مدل کد برای مقابله به خطاهای از نوع قطار خطا می‌باشد که این مورد در عمل بسیار پر کاربرد است

## کدکننده کانولوشن
کدکننده کانولوشن پارامترهای اصلی یک کدکننده کانولوشن K : پیام ورودی n : پیام کد شده خروجی N : قالب پیام‌های قبلی که خروجی به آن‌ها وابسته است
طول مقید را از حاصل ضرب n*N می‌توان به دست آورد بهره کدکننده کانولوشن را با K/n محاسبه می‌کنند
در شکل زیر بهره ۳/۱ است و طول مقید ۳ می‌باشد

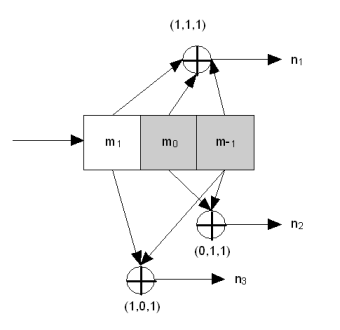
Img.1. Rate 1/3 non-recursive, non-systematic convolutional encoder with constraint length 3

خروجی‌های این کدکننده به صورت زیر می‌باشد
n۱ = m۱ + m۰ + m-۱
n۲ = m۰ + m-۱
n۳ = m۱ + m-۱.

## پاسخ ضربه کدکننده کانولوشن
علت نام نهی این کدها به کانولوشن، انجام عمل کانولوشن بین دنباله ورودی و پاسخ ضربهencoder می‌باشد و Encoder کانولوشن یک سیستم LTI گسسته زمان می‌باشد
{\displaystyle y_{i}^{j}=\sum _{k=0}^{\infty }h_{k}^{j}x_{i-k},}
در رابطه فوق x دنباله ورودی ،y دنباله خروجی، و خروجی J و h نیز پاسخ ضربه به خروجی J می‌باشد
تابع تبدیل سیستم فوق در زیر مشخص گردیده است.
- {\displaystyle H_{1}(z)=1+z^{-1}+z^{-2},\,}
- {\displaystyle H_{2}(z)=z^{-1}+z^{-2},\,}
- {\displaystyle H_{3}(z)=1+z^{-2}.\,}

## آشکارسازی کدهای کانولوشن
برای فرایند Decode کردن کدهای کانولوشن الگوریتم‌های متفاوتی وجود دارد برای مقادیر K کوچک در کاربردهای عملی عموماً از الگوریتم ویتربی استفاده می گردد زیرا بیشترین بهره عملی را بدست می‌آورد.
برای طول مقیدهای بزرگتر عموماً از الگوریتم‌های Sequential decoding استفاده می گردد این الگوریتم‌ها به روش‌های خاص خود به Decode کردن درخت کد می پردازند هر چند که کارایی ویتربی را ندارند ولی در طول مقیدهای بلند تر کاربرد دارند.